# Leptogenys grandidieri
Leptogenys grandidieri är en myrart som beskrevs av Auguste-Henri Forel 1910. Leptogenys grandidieri ingår i släktet Leptogenys och familjen myror. Inga underarter finns listade i Catalogue of Life.

## Bildgalleri

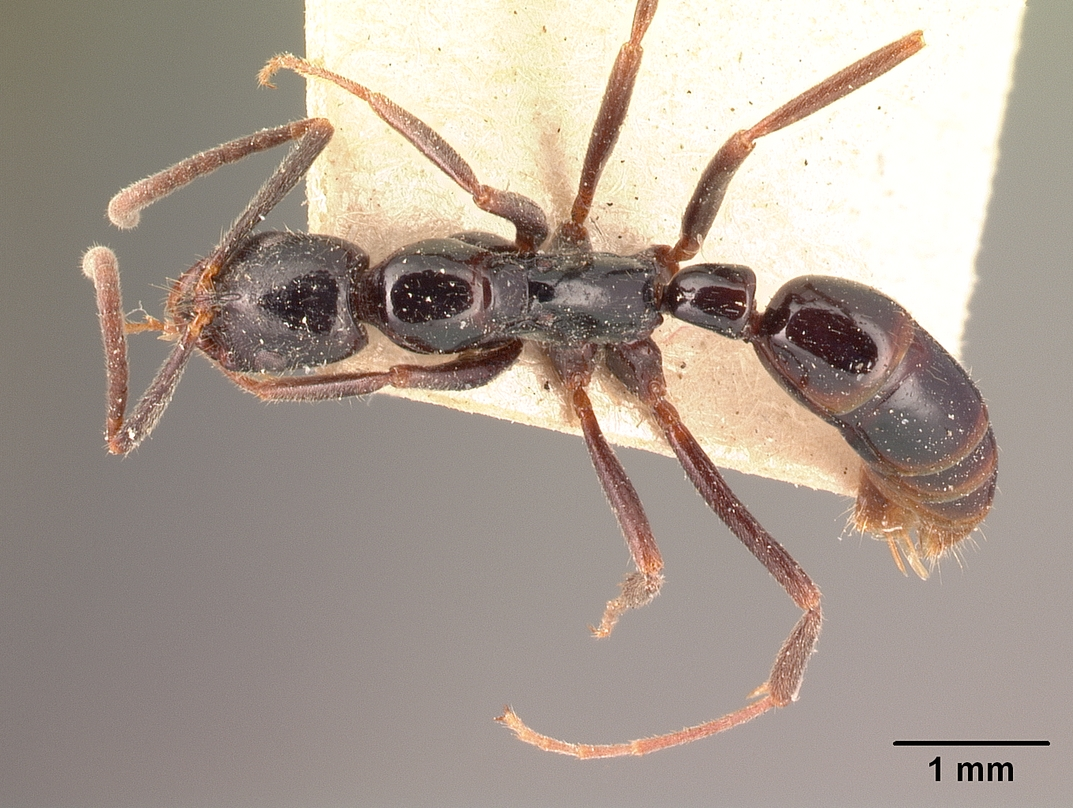
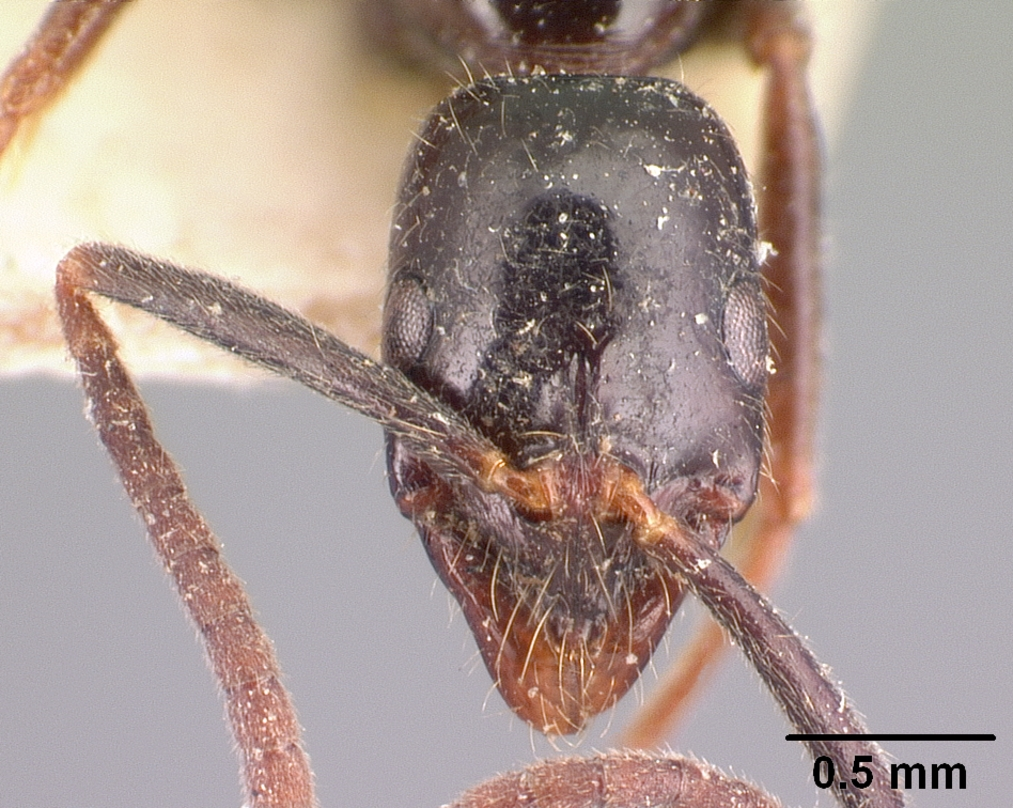
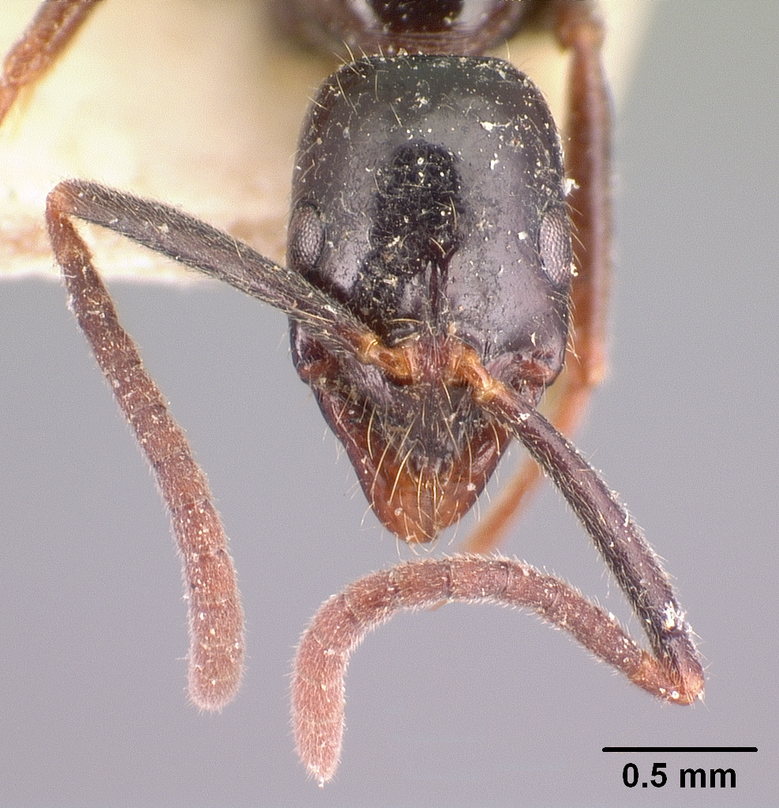
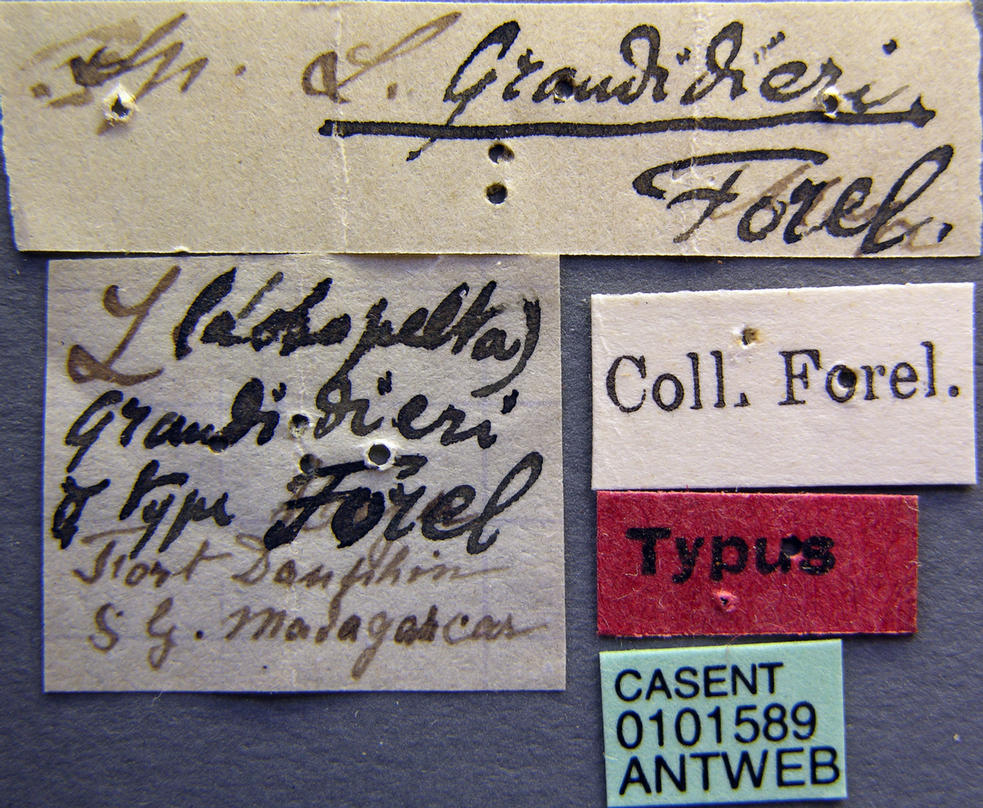
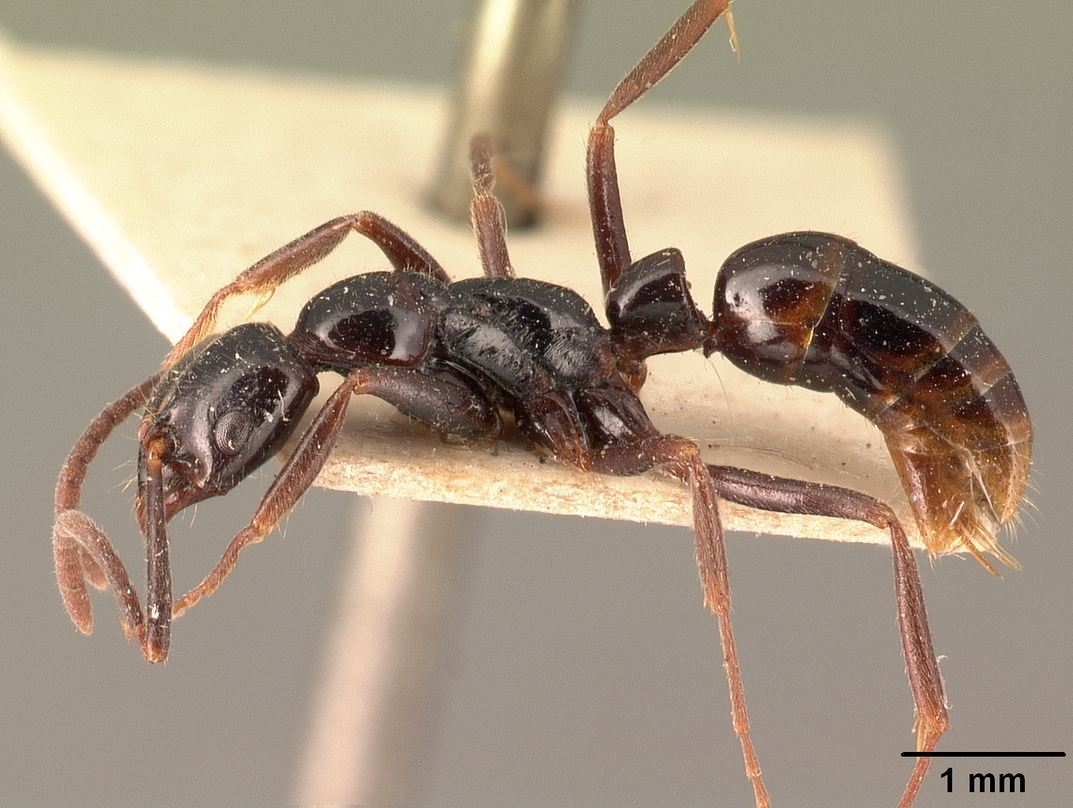
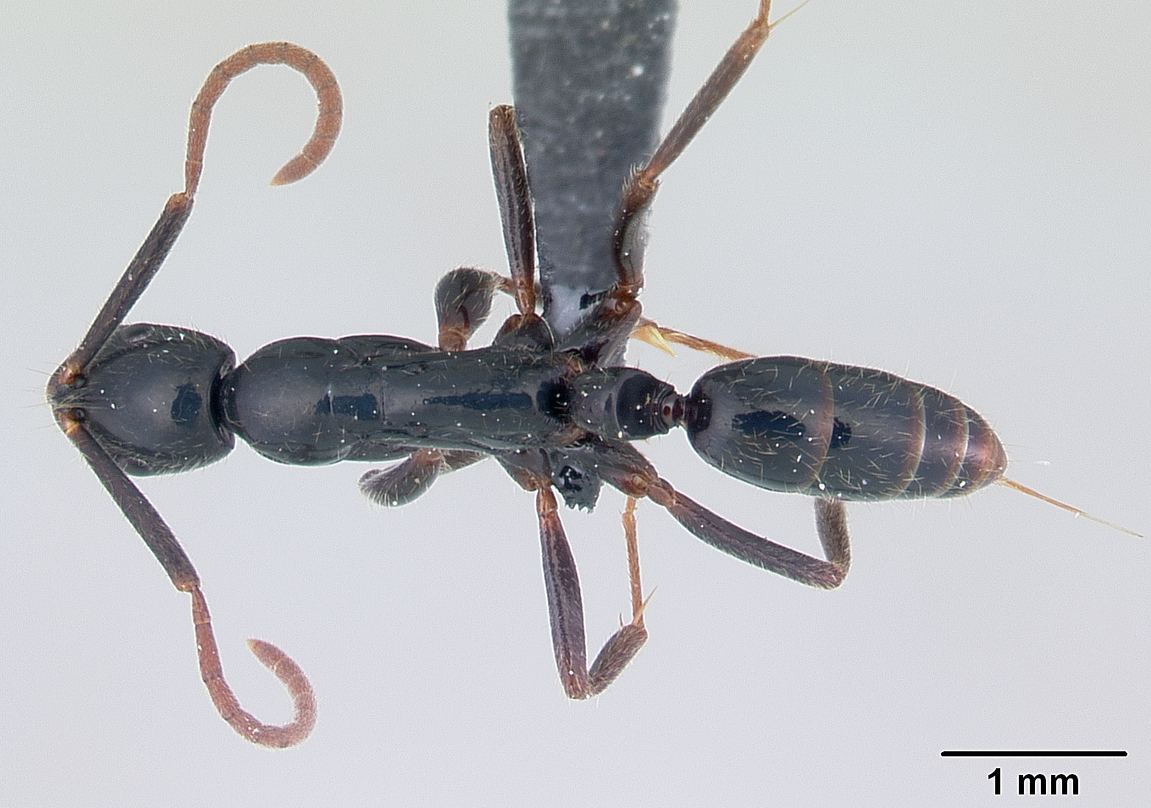